# Le Luhier
Le Luhier település Franciaországban, Doubs megyében. Lakosainak száma 243 fő (2022. január 1.). Le Luhier Montbéliardot, Mont-de-Laval, Le Russey, Le Bizot, Le Mémont és Bonnétage községekkel határos.

## Népesség
A település népességének változása:
| Lakosok száma | 162  | 148  | 160  | 178  | 199  | 212  | 222  | 234  | 239  | 243  |
|               | 1968 | 1982 | 1990 | 2006 | 2013 | 2015 | 2017 | 2019 | 2020 | 2022 |